# Крайний (остров, острова Демьяна Бедного)
Кра́йний — остров архипелага Северная Земля. Административно относится к Таймырскому Долгано-Ненецкому району Красноярского края.

## Расположение
Самый восточный из островов Демьяна Бедного. Расположен на расстоянии 4,2 километра к северо-западу от острова Комсомолец. К северо-западу от Крайнего находятся два острова с которыми он объединён песчаной отмелью — острова Главный (на расстоянии 1 километр) и Колокол (в 650 метрах).

## Описание
Остров имеет вытянутую с северо-запада на юго-восток форму длиной 1,3 и шириной от 300 метров в средней части до 550 в утолщённой восточной. Берега пологие, бо́льшую часть острова занимает скала высотой до 11 метров. Рек и озёр нет. Со всех сторон, кроме как с юга, окружён отмелью.

## Топографические карты
- Лист карты U-46-XXVIII,XXIX,XXX м. Молотова (Северная Земля). Масштаб: 1 : 200 000. Состояние местности на 1956 год.